# Lychniscosida
Lychniscosida é uma ordem de esponjas marinhas da classe Hexactinellida.

## Famílias
- Aulocystidae Sollas, 1887
- Diapleuridae Ijima, 1927